# Takumi Ogawa
Takumi Ogawa (japanisch 小川 巧 Ogawa Takumi; * 27. April 1987 in Ichikawa) ist ein ehemaliger japanischer Fußballspieler.

## Karriere
Ogawa erlernte das Fußballspielen in der Schulmannschaft der Yachiyo High School und der Universitätsmannschaft der Teikyō-Universität. Seinen ersten Vertrag unterschrieb er 2010 bei FC Machida Zelvia. Der Verein spielte in der dritthöchsten Liga des Landes, der Japan Football League. Am Ende der Saison 2011 stieg der Verein in die J2 League auf. Im August 2012 wurde er an den Drittligisten Fujieda MYFC ausgeliehen. 2013 kehrte er zum Drittligisten FC Machida Zelvia zurück. Ende 2013 beendete er seine Karriere als Fußballspieler.